# Trzęsienie ziemi w Basilicata (1857)
Trzęsienie ziemi w Basilicata w 1857 – katastrofalne w skutkach trzęsienie ziemi, do którego doszło w 1857 roku, w południowych Włoszech, obejmujące zasięgiem gł. regiony Basilicata i Kampania. W trzęsieniu ziemi zginęło ok. 11–12 tys. osób.

## Trzęsienie ziemi
Główny wstrząs nastąpił ok. godz. 2200 w dniu 16 grudnia 1857 roku, a następnie pojawiły się liczne wstrząsy wtórne, które trwały przez kilka miesięcy. Trzęsienie ziemi było odczuwalne w licznych miejscowościach regionu Basilicata (Potenza, Tito, Sarconi, Marsico Nuovo, Grumento Nova, Montemurro), regionu Kampania (Polla, Teggiano, Sala Consilina, Padula), ale również w Terracina na północnym zachodzie, w regionie Lacjum.
Miejscowości Padula, Polla, Grumento Nova i Montemurro zostały prawie całkowicie zniszczone.
Na skutek trzęsienia ziemi zginęło ok. 11–12 tys. osób.